# Harry Lutz Symons
Harry Lutz Symons, kanadski letalski častnik, vojaški pilot in letalski as, * 15. april 1893, Toronto, Ontario, † 17. maj 1962, Toronto, Ontario.
Stotnik Symons je v svoji vojaški službi dosegel 6 zračnih zmag.

## Življenjepis
Med prvo svetovno vojno je bil sprva pripadnik Kanadske ekspedicijske sile.
Avgusta 1916 je bil dodeljen Kraljevemu letalskemu korpusu. Pozno 1917 je bil premeščen k 65. eskadrilji, kjer je dosegel vseh 6 zračnih zmag s svojim Sopwith Camel.